# بخش یورن
بخش یورن (به سوئدی: Tjörns kommun) یک ناحیه شهری در سوئد است که در شهرستان وسترا گوتلاند واقع شده‌است.